# Skojare i Rom
Skojare i Rom (italienska: Racconti romani) är en italiensk komedifilm från 1955 i regi av Gianni Franciolini.
Filmen är baserad på Alberto Moravias novellsamling Romerska berättelser.

## Utmärkelser
Filmen vann David di Donatello-priser för bästa regi och bästa produktion 1956.

## Rollista i urval
- Totò - Professor Semprini
- Vittorio De Sica - Mazzoni Baralla
- Silvana Pampanini - Maria
- Franco Fabrizi - Alvaro
- Antonio Cifariello - Otello
- Maurizio Arena - Mario
- Sergio Raimondi - Valerio Zerboni
- Nando Bruno - Amilcare
- Mario Carotenuto - commendatore
- Eloisa Cianni - Iris
- Giovanna Ralli - Marcella
- Maria Pia Casilio - Annita